# Ullerslev
Ullerslev is een plaats en voormalige gemeente in de Deense regio Zuid-Denemarken, gemeente Nyborg. De plaats telt 2706 inwoners (2020).

## Voormalige gemeente
De oppervlakte bedroeg 54,33 km². De gemeente telde 5151 inwoners waarvan 2627 mannen en 2524 vrouwen (cijfers 2005). Bij de herindeling van 2007 werd de gemeente bij Nyborg gevoegd.